# ディッキンソニア
ディッキンソニア（学名：Dickinsonia）は、先カンブリア時代エディアカラ紀に海中に生息していた生物の一種である。
オーストラリアで発見された、いわゆるエディアカラ生物群の代表的なもの。約6億年前に生息していた。

## 特徴
最大1.2mにもなるエディアカラ紀最大の生物である。体は扁平な形をしており、1m近い平面的な広がりに比べて化石の厚みは3mm程度しかない。全体は楕円形、放射状に周囲から中央に向かって多数の溝があり、上から見ると前後方向に多数の幅の狭い体節に分かれているように見えるが、それらは中央で融合しており、分節しない縦長な部分を残す。
大陸の周囲にできた比較的浅い暖かい海で生息していたと考えられている。化石の周囲にはその外形が海底に刻印として残っている例があり、海底をゆっくり漂流するか、または這うように移動していたと考えられている。

## 解釈
この生物の正体が何かについて、生態・栄養について各国で現在も論議が続いているが、現在まで一致した見解を得ていない。それぞれの国の古生物学の権威が、それぞれの国で異なる主張をしている。おおよそは現生の動物の祖先と見るか、全く異なった生物と見なすかの2つに分かれる。
前者の代表として、アメリカの古生物学者ピーター・ウォードは、その皺を体節と見なして、この動物を初期の環形動物と判断し、おそらく皺のすき間に疣足があり、皺の間には消化管の分枝が入り込んでいたとする復元像を提示している。
他方、後者の代表的な論者であるドイツの古生物学者アドルフ・ザイラッハーは、この皺が中央で繋がっていることなどからこれを体節ではないと考え、他のエディアカラ生物群と共にそれらは平面を細かく仕切った気泡緩衝材のようなつくりであり、現生の生物のどれとも異なるものと判断し、1984年、それらを束ねたタクソン（分類群）を提案して Vendobionta（ヴェンド生物、ヴェンド生物群）の名を与え、その階層名として kingdom Vendozoa（ヴェンド生物界）を提案した。彼によればこれらの生物は細胞に分かれておらず、おそらくは多核体で、また口が無いことから体表から栄養を吸収するか、あるいは光合成によって生活していたのではないかという。
現在では、海流ルートのわずかな変化や数℃の気温変化で異常気象と言われる事態を引き起こす可能性があるとされるが、ディッキンソニアを始めとするエディアカラ生物群が生息していた約6億年前の地球は、多くの点で現在の地球と性質を異にしていた。ほとんどすべての大陸が赤道付近に集まっていた時期があったとされ、かつ当時の赤道付近では平均気温が60℃近い時期があったとされる。このことから生態・栄養（生化学）に関して現在とは大きく異なる地球環境の中で進化した生物群のひとつである可能性を指摘する向きもある。
また、オーストラリアの古生物学者グレゴリー・リタラックによって2013年に提唱された全く新しい解釈では、本種はそもそも海中生物ではなく、陸上に着生していた地衣類のような微生物のコロニーであったという。
他方、オーストラリア国立大学などの研究チームは、本種の化石の内容物を分析してコレステロールの分子を発見し、『サイエンス』英語版2018年9月20日号で発表した。同チーム所属の進化生物学者ヨッヘン・ブロックス (Jochen Brocks) は、この新知見を論拠として、本種が「現在知られている、地球上で最古の動物」であるとの見解も示した。